# 太陽觀測器

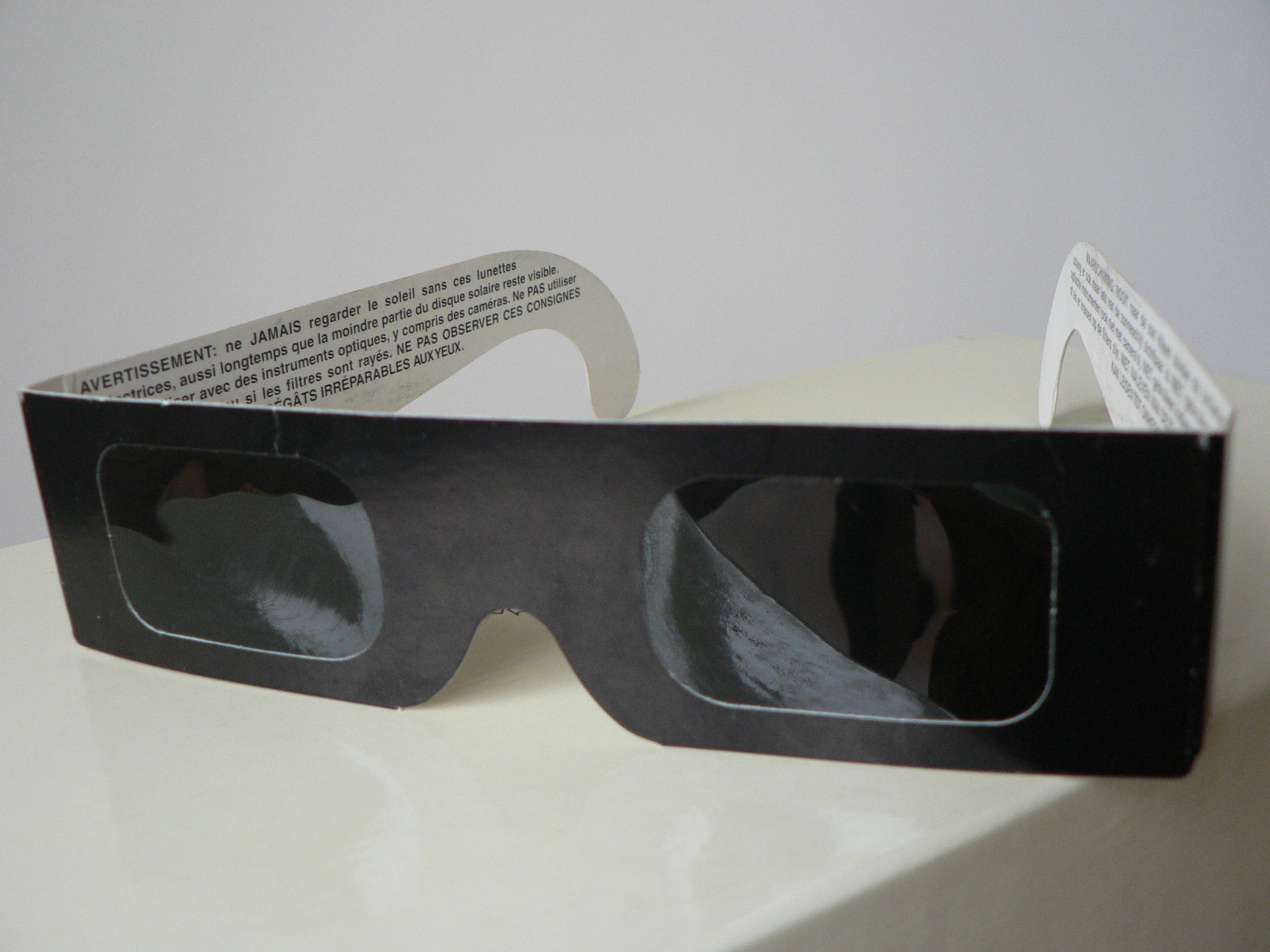
日食眼鏡

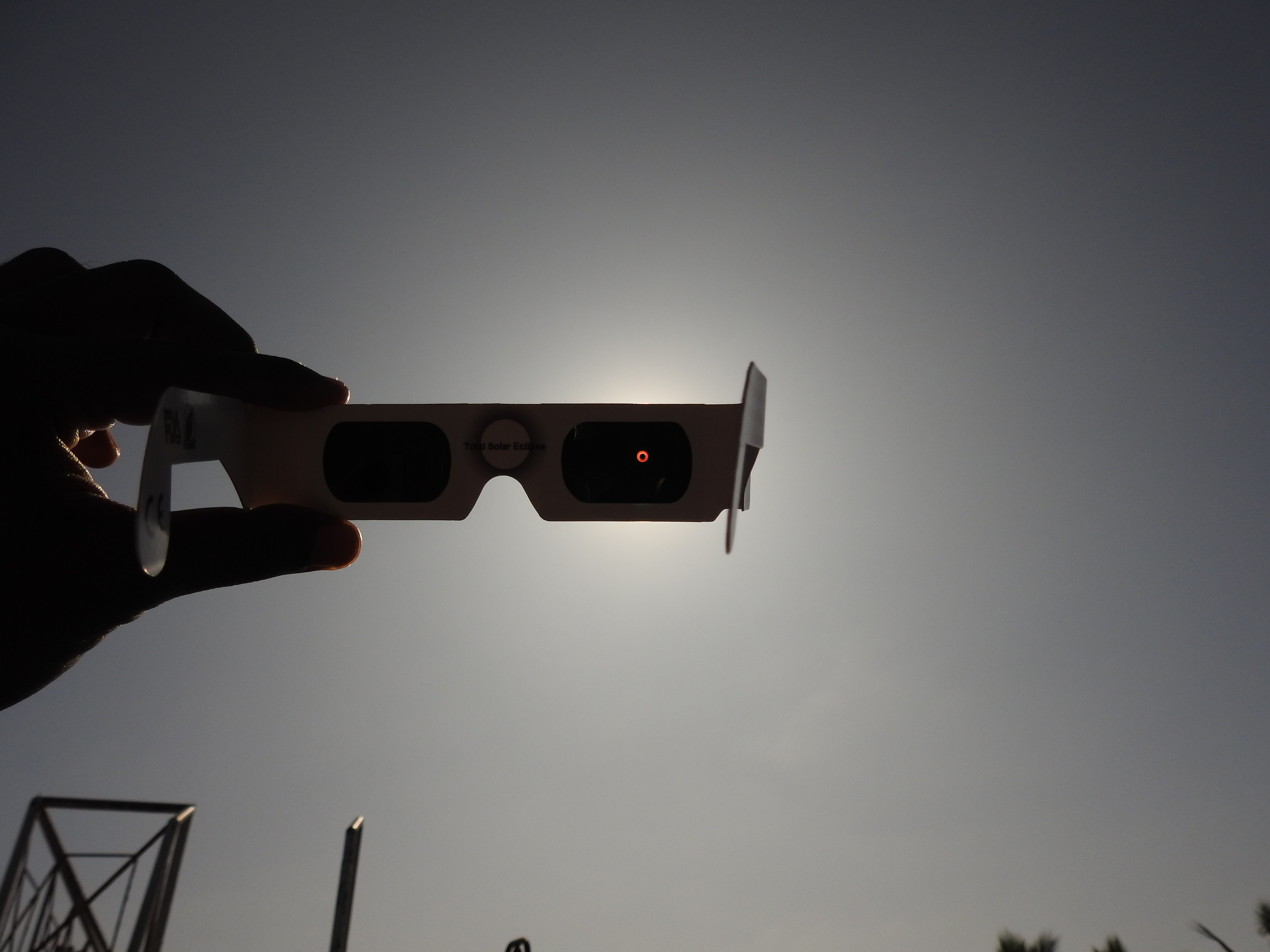
通過一付日食眼鏡在斯里蘭卡賈夫納看到的2019年12月26日日食。

太陽觀測器（也稱為太陽觀察眼鏡或日食眼鏡）是專為直接觀察太陽而設計的特殊眼鏡。標準的太陽眼鏡無法濾除對眼睛有害的輻射。為了安全觀看太陽事件，如日食，需要使用太陽觀測器。這種眼鏡的推薦光密度為5。

## 安全
根據美國天文學會（AAS），符合ISO12312-2標準的產品避免了風險損害，並發佈了一份聲譽良好的日食眼鏡供應商名單。該組織對聲稱獲得ISO認證，甚至引用了準確的標準編號，但未經認證實驗室測試，或認證資訊不完整的產品提出了警告。另一個問題是假冒信譽良好的供應商的產品，有些甚至假冒公司的名稱（為此，美國紙光學公司發佈了詳細說明其眼鏡和假冒產品之間區別的資訊）
2015年之前生產的眼鏡可能會有3年的使用期限，在有效期間內才能有效過濾紫外線輻射。從2015年開始，使用ISO 12312-2製造的產品，只要它們沒有被劃傷或撕裂損壞，就可以無限期使用。

### 假冒的日食眼鏡
在2017年8月21日日食之前的幾個月裏，日食眼鏡的仿冒品開始激增，導致了公共衛生問題。有效的日食眼鏡能過濾可見光、紫外線和紅外光。眼睛的視網膜缺乏痛覺感受器，因此在沒有意識的情况下可能會發生損傷。
AAS表示，確定日食眼鏡是否安全需要分光光度計和實驗室的設備，但通常使用者除了太陽，從閃亮金屬反射的陽光或LED手電筒筒等強烈光源外，不應通過日食眼鏡看到任何東西。
日食眼鏡供應商的老闆安德魯·隆德（Andrew Lund）指出，並非所有假眼鏡都一定不安全。他對“石英財經網測試的假冒產品，仍能阻擋大部分有害光線，結論是“智慧財產權正在被侵害，但好消息是沒有長期的有害影響。  "。
在2017年7月27日，亞馬遜要求在其網站上銷售的所有日食觀察產品都要提交原產地和安全資訊，以及認可的ISO認證證明。2017年8月中旬，亞馬遜召回並撤下了「可能不符合行業標準」的日食觀察眼鏡，並向購買過眼鏡的買家退款。